# Transcripció de les llengües aborígens australianes
Abans de l'arribada dels europeus, les llengües aborígens australianes eren només llengües parlades i no tenien cap sistema d'escriptura. L'alfabet llatí dels colonitzadors va ser usat inevitablement per a la transcripció d'aquestes llengües, però el detall de com els sons eren representats ha variat al llarg del temps i d'escriptor a escriptor, creant a vegades una gran varietat de formes per al mateix mot o nom.